# Luis Francisco Ojeda
Luis Francisco Ojeda (n. 16 de junio de 1941 en Jayuya, Puerto Rico) es un conocido periodista y anfitrión, caracterizado por su inflexible estilo agresivo de cuestionar y comentar. 

## Años Tempranos
Ojeda nació en Jayuya, Puerto Rico, y es presuntamente de ascendencia española y holandesa. Se mudó a Ponce cuando era muy joven. Mientras estudiaba en la escuela superior, consiguió su primera oportunidad de hablar en vivo en un programa diario, haciendo de reportero para la estación de radio de Ponce WPAB.

## Carrera Como Reportero
Ojeda firmó un contrato con WAPA Radio en 1960 y se mudó a San Juan. Trabajó para WAPA-Radio como reportero (y ocasionalmente como locutor radial) hasta 1968, moviéndose ese año para trabajar para la estación radial WKAQ-Radio Reloj, rival de WAPA-Radio. Trabajando allí cubrió las huelgas históricas de la Universidad de Puerto Rico, Recinto de Río Piedras en 1971. En uno de los incidentes cubiertos por Ojeda se ocasionó un tiroteo y Ojeda en el medio de la balacera, rescató a un teniente de la policía que había sido herido por una bala. A pesar de sus esfuerzos, el oficial de policía murió literalmente de sus heridas de bala en la parte trasera de la guagua de noticias, mientras el chofer iba a toda velocidad tratando de llegar a tiempo al centro de emergencias más cercano y Ojeda difundía todo lo acontecido en el camino. 
Más tarde a Ojeda le ofrecieron un trabajo como director de noticias y hombre ancla del programa de noticias de la estación de Telemundo de Puerto Rico. Ojeda declinó la oferta, aceptando trabajar para el equipo de trabajo del entonces gobernador Rafael Hernández Colón en la oficina de comunicaciones de Puerto Rico. Sin embargo, Ojeda quería trabajar como periodista y para 1973 decidió hacerle frente a las cámaras de televisión por primera vez, trabajando en el programa de noticias del canal 11. Pero el dueño del canal se murió poco después y el canal se fue a la bancarrota. Ojeda entonces firmó con WAPA-TV y trabajó como un reportero de campo en Noticentro 4.
Ojeda pasó la mayor parte de su tiempo en Noticentro 4 viajando a través de Puerto Rico, trabajando como reportero de campo, pero tuvo ocasionalmente la oportunidad de ser el anfitrión del programa, ocupando el espacio de un hombre o mujer ancla. Trabajó en varias tragedias, los escándalos del gobierno y otros tipos de noticias en Noticentro 4. Esencialmente siendo el pionero del reportaje investigativo en la televisión puertorriqueña.

## Ojeda, Sin Límite
En 1987, tuvo su propio programa de televisión, Ojeda, Sin Límite Se hizo conocido por su duro cuestionamiento a los participantes del programa y produjo unos momentos clásicos en la televisión puertorriqueña, como cuando (1988) dos candidatos al cargo electivo de presidente del Partido Demócrata en Puerto Rico, el exgobernador de Puerto Rico Carlos Romero Barceló del Partido Nuevo Progresista y el presidente del Senado de Puerto Rico en aquel tiempo,  Miguel Hernández Agosto del PPD se metieron en una fuerte discusión, llamándose el uno al otro "mentiroso" en múltiples ocasiones y casi físicamente agrediendo el uno al otro.
Después de que su programa fuera cancelado, Ojeda estuvo una década fuera de la televisión, pero siguió con Ojeda, Sin Límite, esta vez como un programa radial en WKAQ-Radio Reloj.

## SigloXXI
En el 2000 retornó a la televisión con un programa llamado Ojeda de nuevo en Televicentro de PR que ahora se llama WAPA. Le fue ofrecido un espacio de 15 minutos, al igual que su colega Juan Manuel García Passalacqua, en el programa de variedad Medio Dia Puerto Rico, donde discutía noticias actuales, ofrecía su opinión y tomaba llamadas del público en un segmento llamado "La Descarga". El 15 de mayo de 2009 y debido a problemas con la gerencia de Wapa-TV, decidió renunciar a este espacio del mediodía y continúa trabajando con WKAQ-Radio en su programa de las 3.00 P. m. a 5.00 P. m.
Debido a su padecimiento de Parkinson que le dificultaba expresarse, el 4 de marzo de 2020 anunció su retiro de la radio después de 50 años de carrera. 
- Datos: Q6700599